# Syngonanthus umbellatus
Syngonanthus umbellatus là một loài thực vật có hoa trong họ Eriocaulaceae. Loài này được (Lam.) Ruhland miêu tả khoa học đầu tiên năm 1900.